# Arcusa
Arcusa ist ein spanischer Ort und eine ehemalige Gemeinde in der Provinz Huesca der Autonomen Gemeinschaft Aragonien. Arcusa gehört zur Gemeinde Aínsa-Sobrarbe. Der Ort auf 869 Meter Höhe liegt circa zwölf Kilometer südlich von Aínsa. Arcusa hatte im Jahr 2019 nur 26 Einwohner.

## Sehenswürdigkeiten
- Pfarrkirche San Esteban (Bien de Interés Cultural), erbaut im 16. Jahrhundert
- Ruine eines Wehrturms der ehemaligen Burg (Bien de Interés Cultural), erbaut im 11. Jahrhundert

## Weblinks

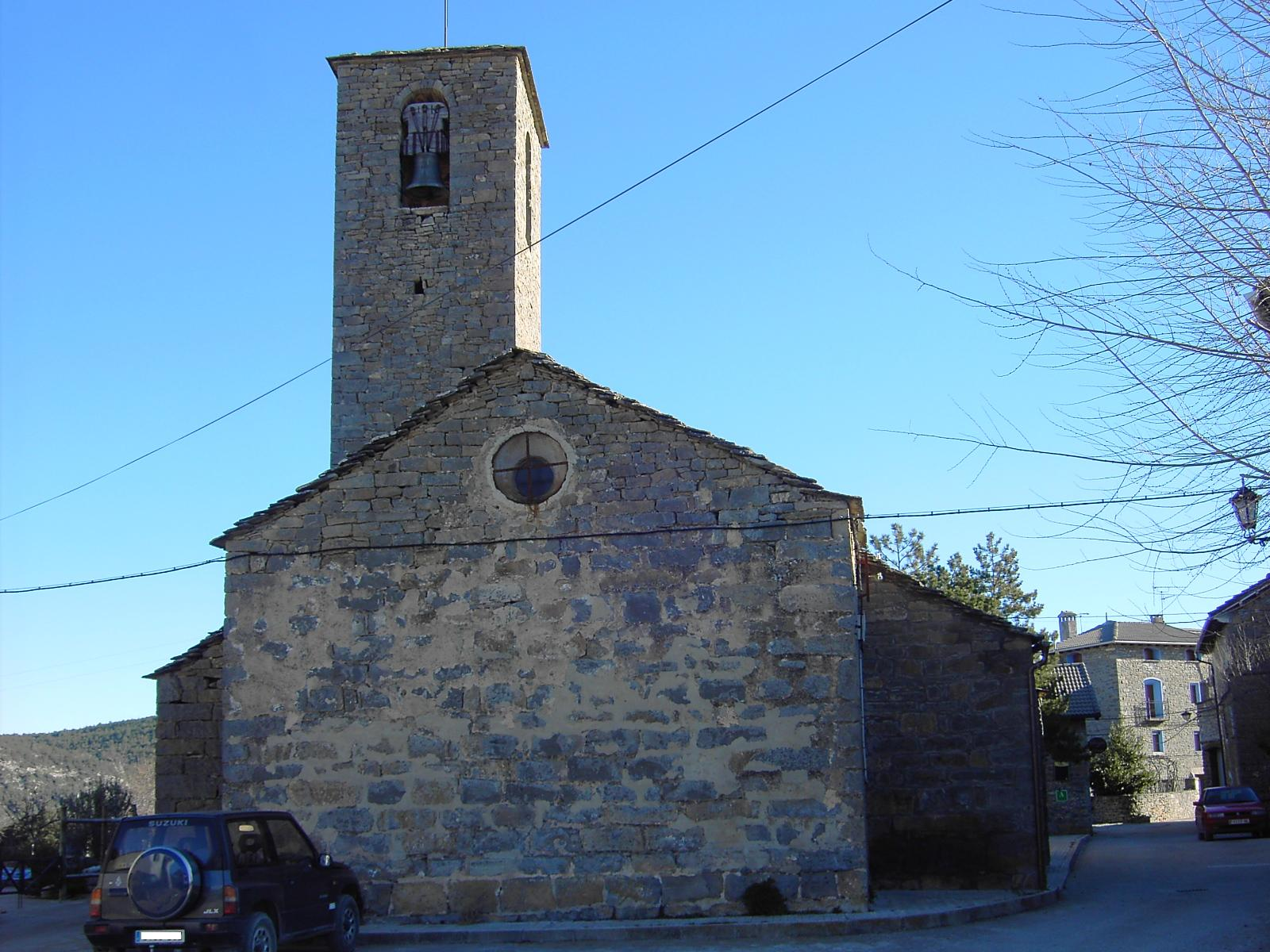
Kirche San Esteban